# Metoponrhis
Metoponrhis is een geslacht van vlinders van de familie spinneruilen (Erebidae), uit de onderfamilie Calpinae.

## Soorten
- M. albirena Christoph, 1887
- M. karakumensis Gerasimov, 1931
- M. marginata Hampson, 1897
- M. rungsi Lucas, 1937